# Länsväg U 830
Länsväg 830 eller egentligen Länsväg U 830 är en övrig länsväg i Sala kommun i Västmanlands län som går mellan småorten Broddbo och byn Trekanten. Vägen är 19 kilometer lång, asfalterad och passerar bland annat genom tätorten Möklinta.
Hastighetsgränsen är till större delen 70 kilometer per timme förutom inom tätorten Möklinta där den är 50. Närmast Kyrkskolan i Möklinta är den 30.
Inom Möklinta tätort heter vägen Åsvägen.
Vägen ansluter till:
- Länsväg U 769 (vid Broddbo)
- Länsväg U 800 (vid Broddbo)
- Länsväg U 828 (vid Östervad)
- Länsväg U 832 (vid Forneby)
- Länsväg U 826 (vid Möklinta)
- Länsväg U 833 (vid Möklinta)
- Länsväg U 834 (vid Hedåsen)
- Länsväg U 835 (vid Trekanten)